# Букентавр
Букента́вр (лат. bucentaurus, грец. βουκένταυρος, від βους — «бик» + κένταυρος — «кентавр») — у давньогрецькій міфології — напівлюдина-напівбик. Споріднений з кентавром та онокентавром. У скульптурі іноді зображений разом із Геркулесом, який намагається його задушити. Також, зрідка, букентавром замінюють критського мінотавра, якого вбив Тесей. Істота символізує дуалізм людської природи, в якій співіснує як духовне, так і тваринне начало.